# Stanzas on Solitude
Stanzas on Solitude – wiersz irlandzkiego poety i dramaturga Aubrey de Vere’a (1788–1846), ojca Aubreya Thomasa de Vere’a, opublikowany w 1823 w tomiku The Duke of Mercia: an Historical Drama. The Lamentation of Ireland, and Other Poems.